# Сельцо-Потрасово
Сельцо-Потресово — деревня в Холм-Жирковском районе Смоленской области России. Входит в состав Стешинского сельского поселения. Население — 3 жителя (2007 год). 
Расположена в северной части области в 7 км к юго-востоку от Холм-Жирковского, в 33 км севернее автодороги М1 «Беларусь», на берегу реки Вязьма. В 19 км западнее деревни расположена железнодорожная станция Игорьевская на линии Дурово — Владимирский Тупик.

## История
В годы Великой Отечественной войны деревня была оккупирована гитлеровскими войсками в октябре 1941 года, освобождена в марте 1943 года. 

На карте Генштаба Красной Армии издания 1941 г, ЦАМО ф.219 оп.219 д.317, указана как Сельцо Потресово, с населением 32 жителя.